# Giles Pearson
Giles B. Pearson (* 20. Jh.) ist ein britischer Philosoph und Philosophiehistoriker auf dem Gebiet der antiken Philosophie.
Nach dem Erwerb eines B.A. und eines M.Phil. war Pearson von 2003 bis 2006 Research Fellow am Christ’s College, Cambridge. Nach dem Erwerb des Ph.D. am St John’s College, Cambridge, mit einer Dissertation zur Begierde bei Aristoteles war er im akademischen Jahr 2006/2007 Lecturer am Birkbeck College, London. Seit 2007 war er zunächst Lecturer und ist nunmehr Senior Lecturer an der University of Bristol.
Pearson arbeitet zu Platon und Aristoteles, insbesondere zu Aristoteles’ Ethik und Theorie der Emotionen, und zur Metaethik sowie Ästhetik.

## Schriften (Auswahl)
- Aristotle on What Emotions Are. Oxford University Press, Oxford 2024, ISBN 9780198879343.
- Aristotle on Desire. Cambridge University Press, Cambridge 2012.
- (Hrsg. mit Michael Pakaluk): Moral Psychology and Human Action in Aristotle. Oxford University Press, Oxford 2011.